# Киверцовский район
Ки́верцовский райо́н (укр. Ківерцівський район) — упразднённая административная единица на юго-востоке Волынской области Украины. Административный центр — город Киверцы.

## География
Площадь — 1 414 км² (7-е место среди районов).
Основные реки — Стир, Рудка, Путиловка.

## История
Образован 17 января 1940 года в составе Волынской области Украинской ССР, на территории бывших сельских гмин Киверцы и Тростянец Луцкого повята Волынского воеводства. В 1957 году в состав района было передано село Александрия из Теремновского района, а в 1958 году — Бороховский и Зверевский сельские советы из Луцкого района. В ходе хрущёвской административной реформы, в декабре 1962 года район был укрупнён за счёт присоединения частей территории Колковского, Луцкого, Маневичского и Цуманского районов. После сворачивания реформы, в 1965 году часть территории района отошла в состав Маневичского и Рожищенского районов, а в 1966 году — в состав новообразованного Луцкого района.
17 июля 2020 года в результате административно-территориальной реформы район был упразднён, с включением его территории в состав Луцкого района. На территории района были сформированы Киверцовская, Олыкская и Цуманская территориальные общины. Территория Бороховского, Зверевского и Хорлуповского сельских советов вошла в состав Подгайцевской сельской общины, а Жидичинского, Озерцовского и Прилуцкого сельских советов — в состав Луцкой городской общины.

## Демография
Численность наличного населения района, на 1 декабря 2013 составляло 63 898 человек, в том числе в городских условиях проживали 24 004 человека (37,57 %), в сельских — 39 894 (62,43 %). Постоянное население — 63 434 человека, в том числе городское население — 23 456 человек (36,98 %), сельское — 39 978 (63,02 %).

## Административное устройство
На момент упразднения район включал в себя:

Количество советов (рад):
- городских — 1
- поселковых — 2
- сельских — 24

### Населённые пункты
Количество населённых пунктов:
- городов районного значения — 1 (Киверцы)
- посёлков городского типа — 2 (Олыка — 2 865, Цумань — 5 767)
- сёл — 72
- посёлков сельского типа — 0